# Bernat Sespujades
Bernat Sespujades (Catalunya - Sardenya, segle XIV) fou un cavaller i vicealmirall català.
Participà en la conquesta aragonesa de Sardenya a les ordres de l'infant Alfons, operant amb l'estol de l'almirall Francesc Carròs i de Cruïlles, i acabada la guerra fou afavorit pel repartiment de terres, nomenat vicealmirall i governador de Càller. El 1325 disposava de 12 galeres. Actuà amb eficàcia contra la revolta pisana. Capturà dues naus pisanes el 1325, davant de Càller, provocant la represa de les hostilitats amb pisans i genovesos.
Amb la derrota de pisans i genovesos a la batalla naval de Càller, l'aixafament de la revolta dels Doria a Sàsser, i la derrota dels pisans a la batalla de Stampace, els pisans van haver de cedir la darrera ciutat que conservaven en 1326, poc després que la flota de Bernat Sespujades aconseguís fer que una flota genovesa que els encalçava es refugiés al port de Toló.
Exercí durant força temps la governació i capitania de la plaça. El 1332, durant la Primera Guerra contra Gènova rebutjà l'atac de 13 galeres genoveses, tot i que ell comptava aleshores amb efectius molt escassos. El mateix any figurava a la relació dels senyors feudals de l'illa.